# Matucana haynei
Matucana haynei är en kaktusväxtart som först beskrevs av Christoph Friedrich Otto, och fick sitt nu gällande namn av Nathaniel Lord Britton och Joseph Nelson Rose. Matucana haynei ingår i släktet Matucana och familjen kaktusväxter.

## Underarter
Arten delas in i följande underarter:
- M. h. haynei
- M. h. herzogiana
- M. h. hystrix
- M. h. myriacantha

## Bildgalleri

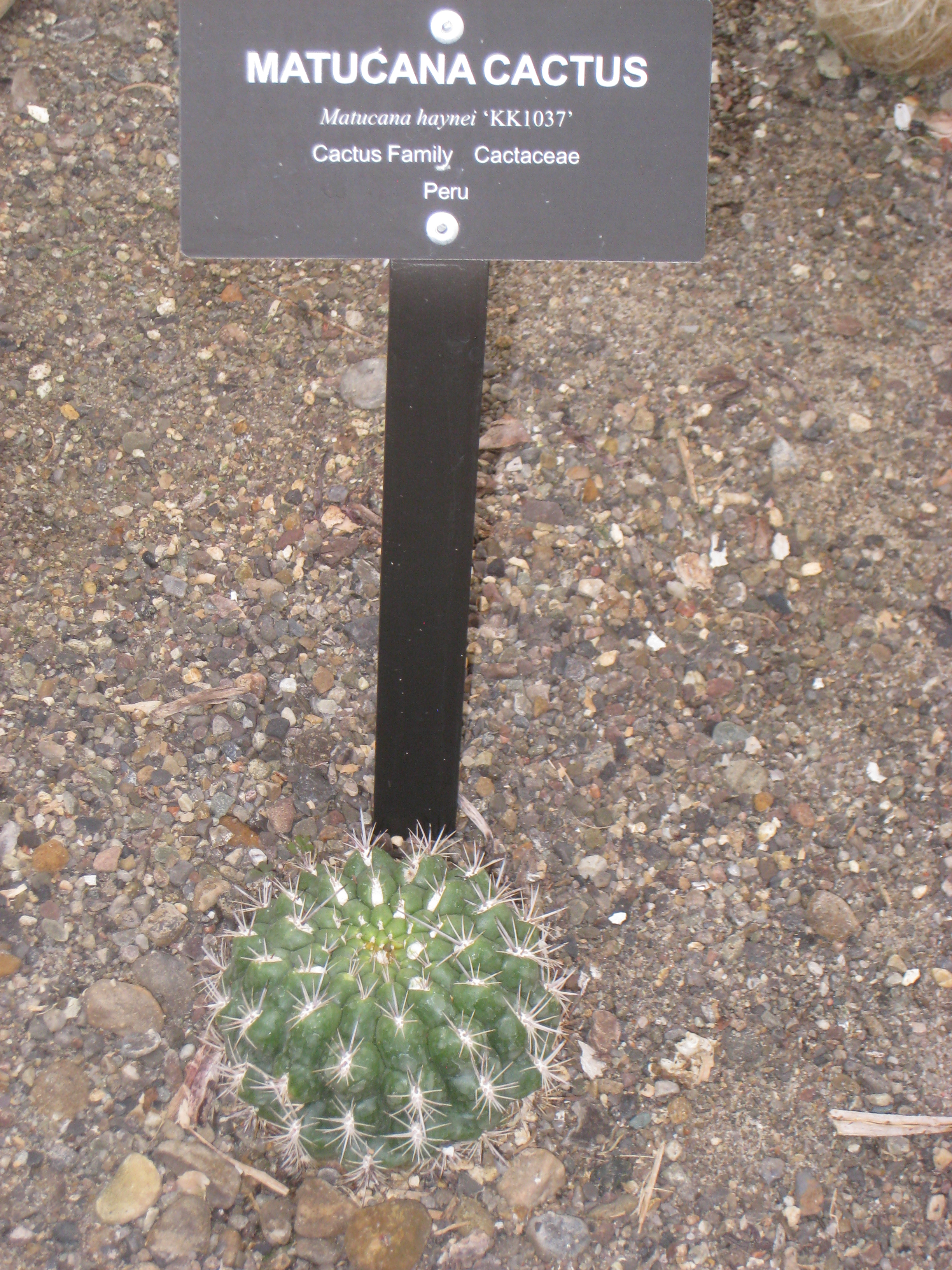
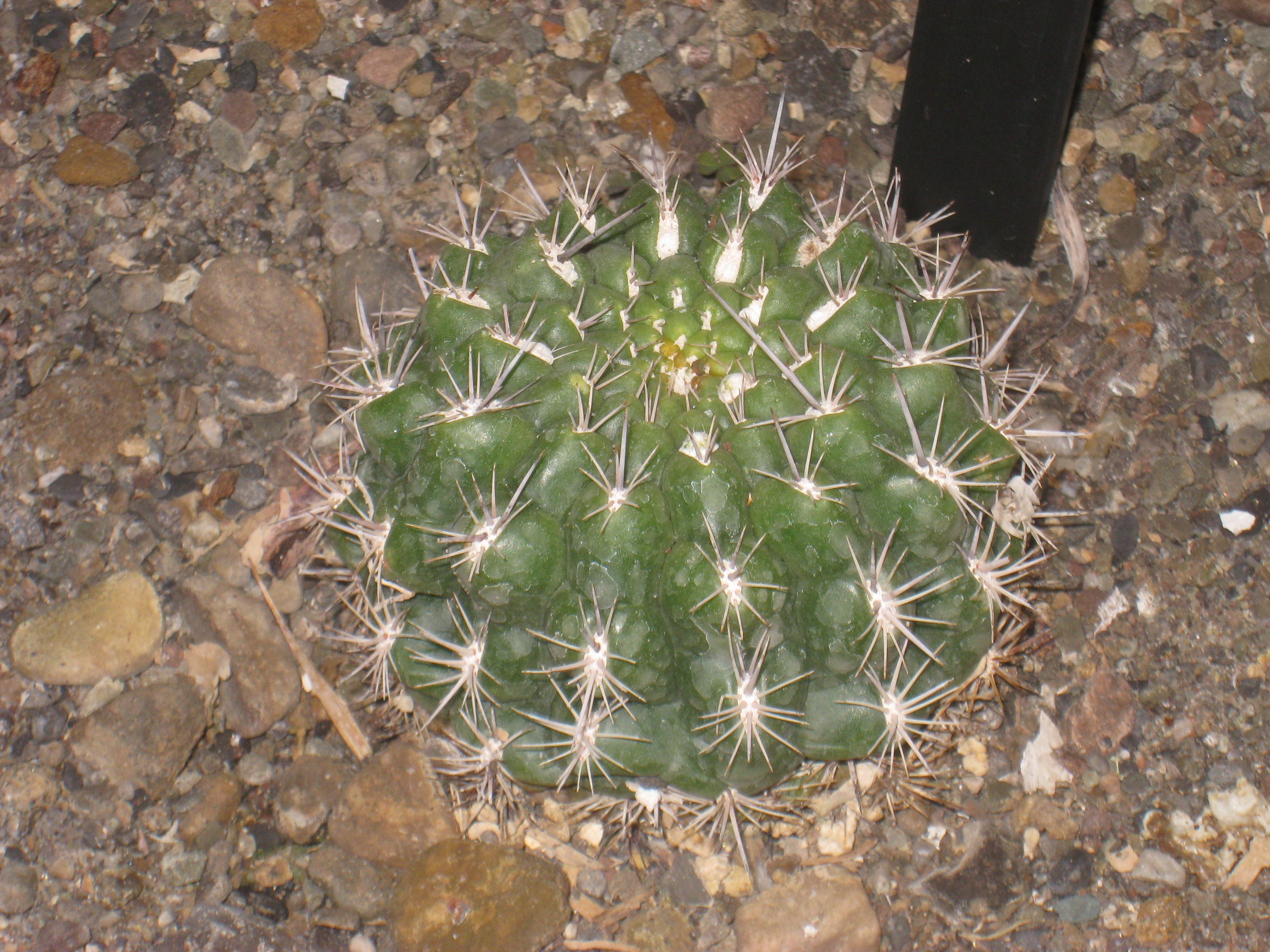
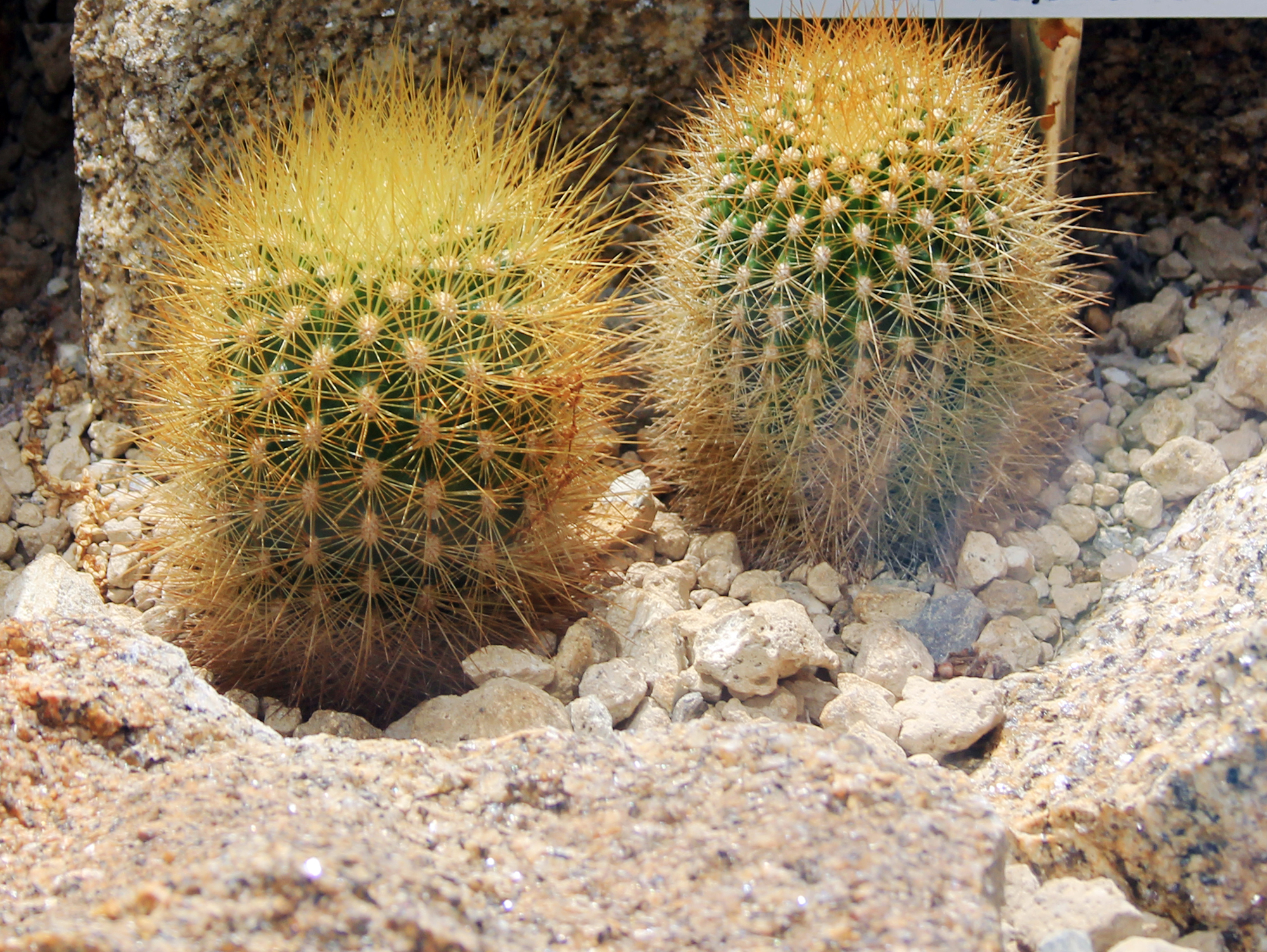
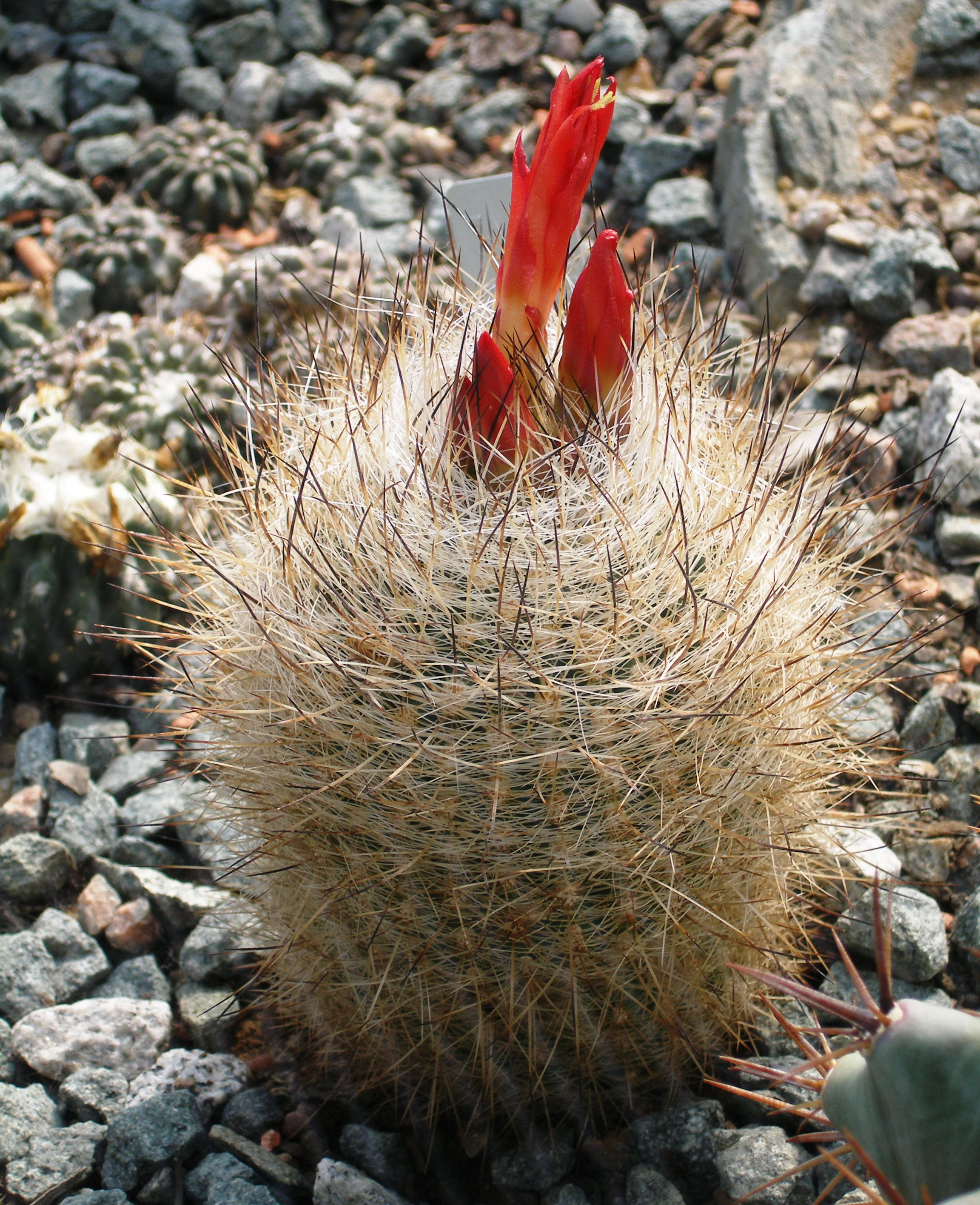
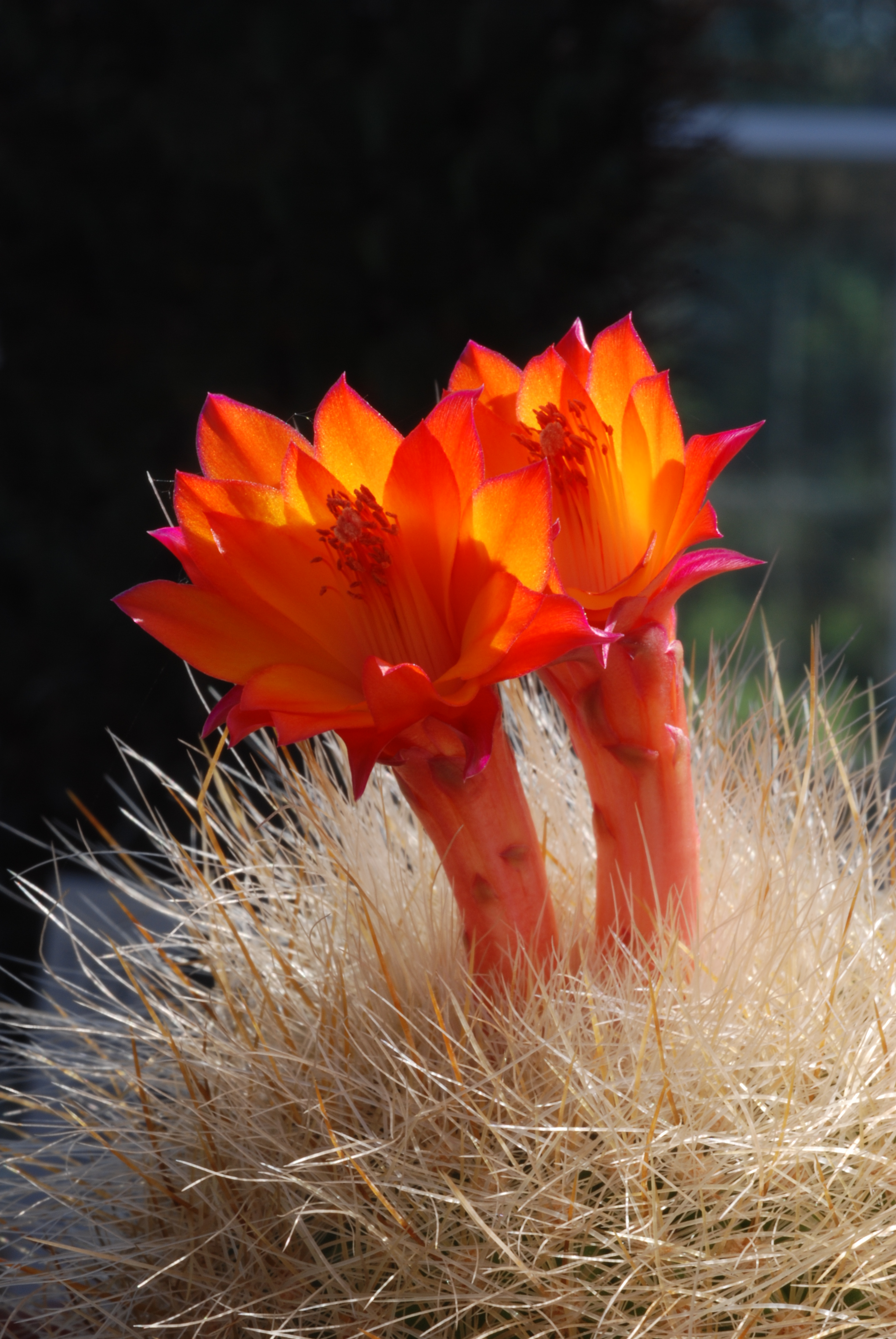
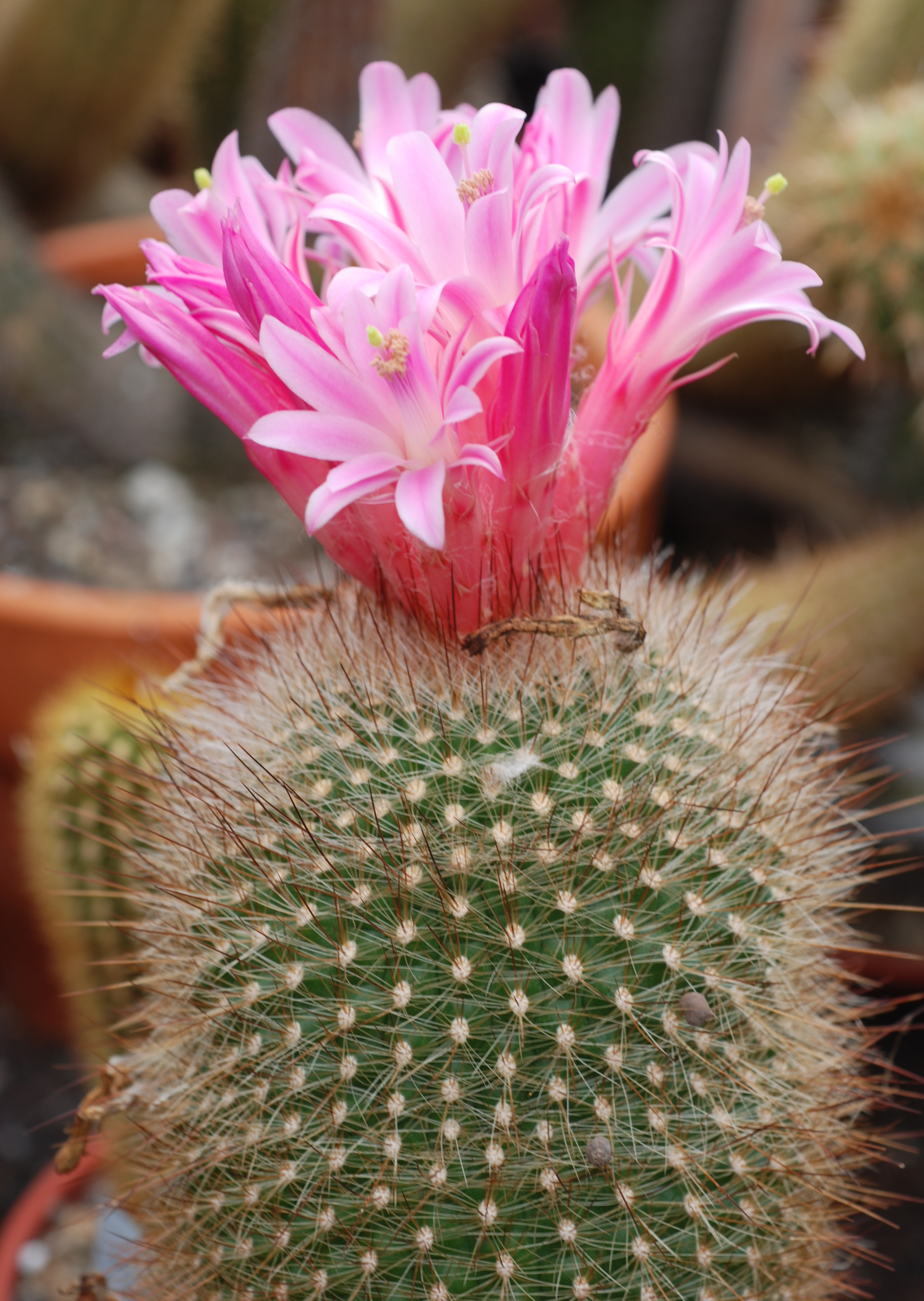